# Pratts Peak
Il Pratts Peak è un picco roccioso situato 11 chilometri (6,8 mi) a est del Monte Provender, nella parte occidentale della Catena di Shackleton, nella Terra di Coats in Antartide.
Fu mappato per la prima volta dalla Commonwealth Trans-Antarctic Expedition (CTAE) nel 1957. 
Nel 1967 fu effettuata una ricognizione aerofotografica da parte degli aerei della U.S. Navy.
L'attuale denominazione fu assegnata nel 1971 dal Comitato britannico per i toponimi antartici (UK-APC), in onore dell'ingegnere David L. Pratt e del geofisico John G. D. Pratt, entrambi componenti della Commonwealth Trans-Antarctic Expedition nel 1956-58.